# Kadamdschai
Kadamdschai (kirgisisch Кадамжай, bis 2006 Frunse) ist eine Stadt im Oblus Batken in Kirgisistan. 2009 hatte sie 6.732 Einwohner. Sie ist Verwaltungssitz des gleichnamigen Rajons Kadamdschai. 2012 erhielt Kadamdschai Stadtrecht und mehrere Dörfer (Pülgön, Tasch-Kyja und Tschal-Tasch) wurden eingemeindet.
Der Fußballverein FK Metallurg Kadamdschai wurde 1985 gegründet. Er gewann die Top Liga im Jahr 1996.
In Kadamdschai gab es zu Sowjetzeiten mehrere Minen, in denen Quecksilber und Antimon abgebaut wurden.

## Lage
Kadamdschai liegt östlich von Kysyl-Kyja und westlich von Aidarken, im Süden liegt die usbekische Enklave Shohimardon. Im Norden liegt der usbekische Teil des Ferghanatals. Die Stadt wird vom Fluss Schaimerden durchflossen. Östlich des Ufers liegen Pulgon, Tschal-Tasch und das Zentrum von Kadamdschai, am westlichen Ufer liegt Tasch-Kyja.